# Observatorio Astronómico Nacional de Japón
El Observatorio Astronómico Nacional de Japón (NAOJ, National Astronomical Observatory of Japan) es una institución de investigación astronómica que gestiona los telescopios de Japón y un telescopio en Hawái, el telescopio Subaru de 8,2 m.
La institución fue establecida 1988 producto de la fusión de tres organizaciones japonesas de investigación, siendo estas el Observatorio Tokio de la Universidad de Tokio, el Mizusawa Latitude Observatory y el Research Institute of Atmospherics de la Universidad de Nagoya.